# Kisielnica biaława

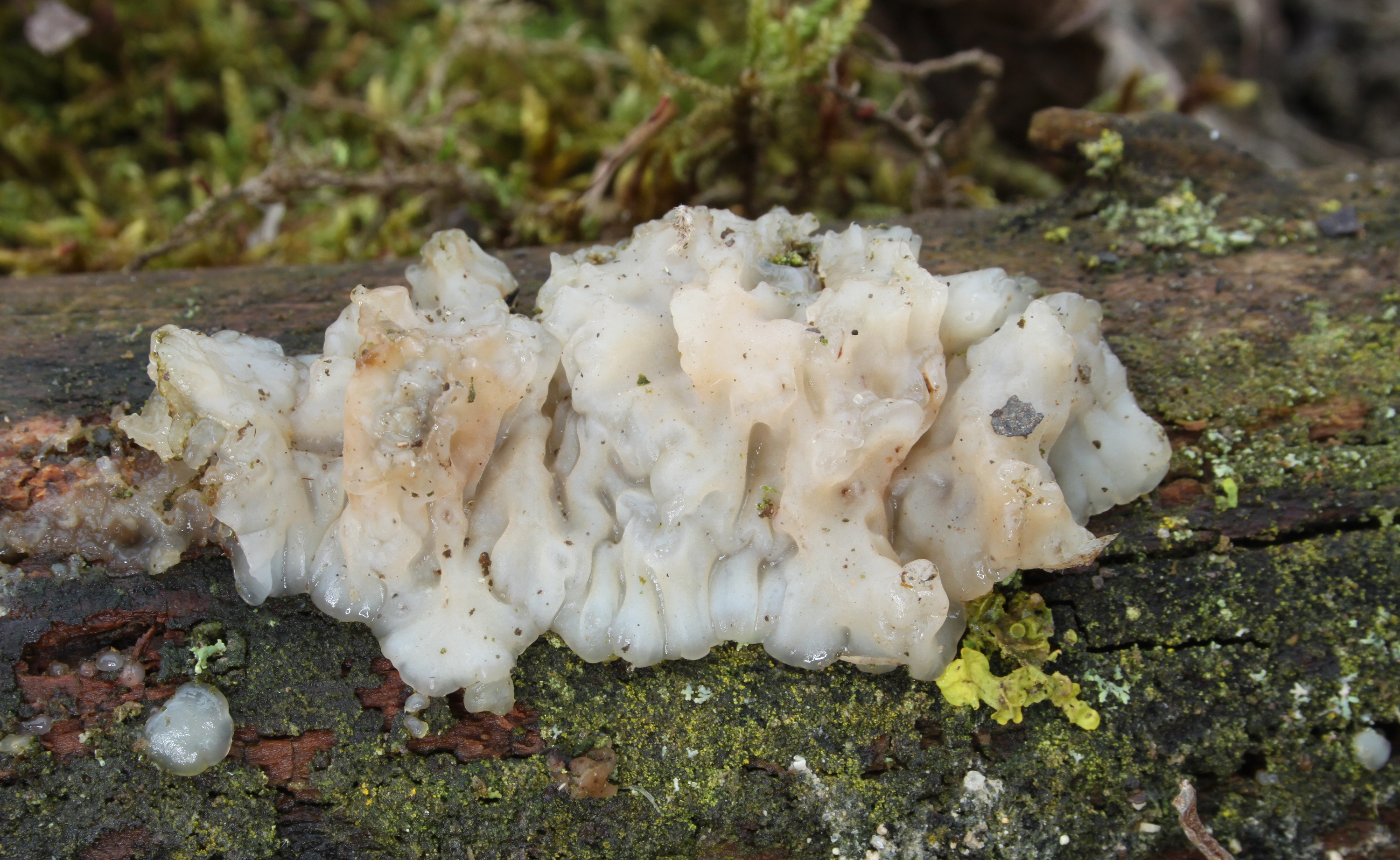

Kisielnica biaława (Exidia thuretiana  (Lev.) Fr.) – gatunek grzybów należący do rodziny uszakowatych (Auriculariaceae).

## Systematyka i nazewnictwo
Pozycja w klasyfikacji według Index Fungorum: Auriculariaceae, Auriculariales, Auriculariomycetidae, Agaricomycetes, Agaricomycotina, Basidiomycota, Fungi.
Po raz pierwszy takson ten zdiagnozował w 1848 r. Joseph Henri Léveillé nadając mu nazwę Tremella thuretiana. Obecną, uznaną przez Index Fungorum nazwę nadał mu w 1874 r. Elias Fries, przenosząc go do rodzaju Exidia.
Nazwę polską zaproponował Władysław Wojewoda w 2003 r., wcześniej w polskim piśmiennictwie mykologicznym gatunek ten opisywany był jako kisielec białawy

## Morfologia
Owocnik
Nieregularny, przylegający do podłoża. Wysokość do kilku cm, szerokość do ok. 15 cm. Powierzchnia lśniąca, biaława lub niebieskawobiała, guzowata i falista
Miąższ
Galaretowato-elastyczny. Smak i zapach niewyraźny.
Wysyp zarodników
Biały. Zarodniki elipsoidalne, wygięte na kształt kiełbaski. Rozmiar 14–20 × 8,5–12 μm.

## Występowanie i siedlisko
Jest szeroko rozprzestrzeniony, występuje w Ameryce Północnej, Afryce, Europie i Azji. W Polsce gatunek rzadki. Znajduje się na Czerwonej liście roślin i grzybów Polski. Ma status R – potencjalnie zagrożony z powodu ograniczonego zasięgu geograficznego i małych obszarów siedliskowych. Znajduje się na listach gatunków zagrożonych także w Niemczech i Norwegii.
Rośnie na martwym drewnie drzew liściastych, głównie na buku. Owocniki wyrastają przez cały rok na pniakach i martwych gałęziach i pniach. Najczęściej owocniki pojawiają się późną jesienią i podczas łagodnej zimy.

## Znaczenie
Saprotrof o grzybni rozwijającej się w drewnie. Owocniki tworzy na zewnątrz drewna. Grzyb niejadalny.